# 신민부

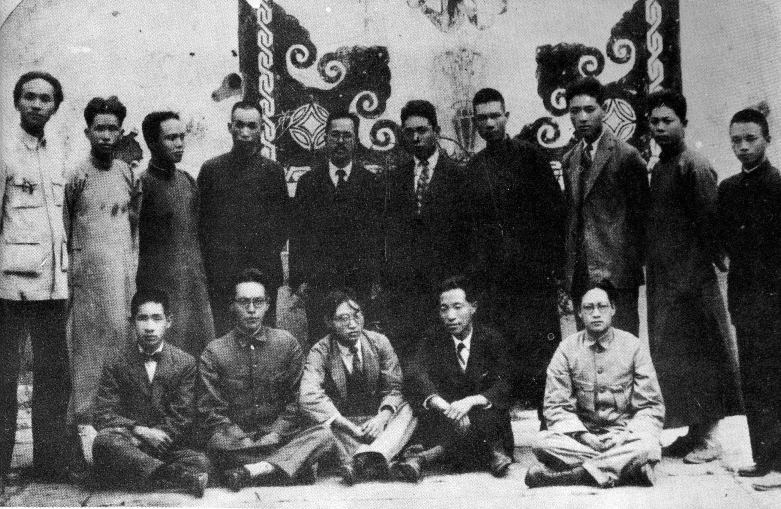

신민부(新民府) 또는 재만한족총연합회(在滿韓族總聯合會)는 한국의 항일 독립운동단체, 군정부이다. 1925년 이범윤, 김좌진 등이 중심이 되어 북만주 지역을 거점으로 결성한 군정부였다.

## 배경
1921년 6월의 자유시 참변 이후 분열된 항일무장단체들을 통합하여 일제에 효과적으로 대응할 필요가 대두된 가운데, 1923년 1월에 중국 상해(上海)에서 국민대표회의(國民代表會議)가 개최되었다. 대한민국 임시정부가 불신을 받는 가운데, 창조파와 개조파가 방안을 두고 대립하다가 5월에 와서 회의가 결국 결렬되었다. 이후 만주지역의 독립운동단체들만이라도 통합을 이루고자 하는 노력으로, 개조파에 속하는 양기탁과 김동삼 등이 중심이 되어 1924년 7월 길림에서 전만주통일회의주비회(全滿洲統會議壽備會)가 열렸다. 그 결과로 1924년 10월 남만주 지역을 통괄하는 통일체로서 정의부를 결성하기에 이르렀다.

## 결성
이에 북만지역의 독립운동단체들도 1925년 1월 북간도 목릉현(穆陵縣)에 모여 부여족통일회의(扶餘族統一會議)를 개최한 결과, 동년 3월 10일에 영안현(寧安縣) 영안성(寧安城)에서 신민부(新民府)를 조직하게 되었다. 여기에 참여한 단체와 지역 대표는 김좌진(金佐鎭), 남성극(南星極), 최호(崔灝), 박두희(朴斗熙), 유현(劉賢) 등 대한독립군단(大韓獨立軍團), 김혁(金赫), 조성환(曹成煥), 정신(鄭信) 등 대한독립군정서(大韓獨立軍政署), 중동선교육회 회장 윤우현(尹瑀鉉) 등 북만 16개 지역의 민선대표(民選代表) 및 10개의 국내 단체의 대표들이다.
이후의 신민부의 조직에서 대한독립군단이 핵심적 역할을 맡게 되는데, 그 중에서도 김좌진 계열의 북로군정서 출신들이 중요한 직책들을 많이 맡았다. 대한독립군정서 역시 북로군정서원들이 중심이 되었는데, 조성환·김혁·정신 등이다. 결국 신민부 조직은 북로군정서 출신들이 중추적 역할을 하게 된 것이다.

## 세력과 관할
- 북만 흑룡강성 일대 16개 지역

동빈현(東賓縣),
주하현(珠何縣) 오길밀(烏吉密),
임강현(臨江縣) 위사하(葦沙河),
왕청현(汪清縣) 석두하(石頭河),
구강포(九江浦),
해림현(海林縣),
무단강(목단강, 牧丹江),
관남현(灌南縣) 신안진(新安鎭),
오상현(五常縣) 사하자(沙河子),
사사도(嗄沙濤),
마도석(磨道石),
길림현(吉林縣) 구참(九站),
목릉현(穆陵縣) 소추풍(小秋風),
동녕현(東寧縣),
왕청현(汪淸縣) 양수천자(凉水泉子) 등

## 창설 조직
- 참의원 의장 이범윤, 참의원 이장녕, 참의원 황공삼(목릉), 참의원 윤복영,
- 중앙집행위원장 김혁, 중앙집행위원 유현, 중앙집행위원 이영백(소추풍),
- 군사부위원장 겸 총사령관 김좌진, 보안사령관 박두희, 총사령부 제1로(路) 제1지대장(支隊長) 최우(오길밀),
- 참모부위원장 나중소, 민사부위원장 최호, 외교부위원장 조성환, 연락부위원장 정신,
- 검사원장 현천묵, 검사원 위원 나중소, 외교부 길림성 역(吉林省驛) 전임 외교원 윤복영,
- 제2지방 총판부(總辨部) 제1구장(區長) 김유성(해림), 제4구장 이근(목단강).

## 활동

### 교육 및 홍보 활동
신민부는 독립운동 및 민족주의 진영에 대한 적극적인 호응을 얻고 청년들에게 민족주의사상에 입각한 항일의식을 심어주기 위해 북만지역 동포들이 가장 갈망하는 교육에 적극적이었다. 신민부는 1925년 3월 10일 창립총회에서 100호 이상의 마을에 1개의 소학교를 설치할 것, 통일된 교육을 위하여 교과서를 편찬할 것, 기관에서 학교 관리 방법을 제정하여 교수의 자격을 정하고 노동 및 통속 강습(通俗講習)에 진력할 것 등에 대해 천명하였다. 뿐만 아니라 30 호 이상의 지방에도 사립소학교를 설치하고자 하였다.
또한 1927년 8월 1일에는 북간도 해림에서 북만한인교육대회(北滿韓人敎育大會)를 개최하여 제2의 국민인 소학생들에게 독립혁명사상을 주입하도록 의결하였다. 그에 대한 실천방안으로, 주하(珠河), 목릉, 밀산, 요하(饒河), 돈화(敦化) 등 15개 지역에 50여 개의 소학교를 설치하였다. 신민부에서는 수신(修身)·지리 및 역사 교과서 등을 국문으로 편찬하여 항일민족의식의 고취에 노력하였다. 학교가 설립된 지역에는 교원을 파견하였다.
재만동포의 8할 이상이 문맹이라 그 퇴치에 주력하였는데, 교육부원이 강사가 되어 부락마다 노동강습소를 설치하려 했지만, 교원 자격을 갖춘 젊은 엘리트들이 부족하였다. 1934년 6월 말 주하현(1,189호), 목릉현(682호), 밀산현(932호), 돈화(708호) 등에 많은 인구가 살고 있었다.
신민부는 재북만동포들에게 대종교적 민족주의와 공화주의를 고취시키기 위해 선전 활동을 전개하고자 하였다. 신민부의 주변에는 적기단과 북만청년총동맹 등 공산주의 단체와 조선인민회(朝鮮人民會) 및 권농회(勸農會)등이 신민부에 대한 파괴 공작을 하고 있었기 때문이다. 구체적인 실천방안으로 기관지인『신민보(新民報)』를 순간(旬刊)으로, 선전문을 부정기적으로 간행하고자 하였다. 필요에 따라 순회강연도 실시하고자 하였다.『신민보』는 1925년 4월 1일에 창간호가 발행되었는데, 그해 8월 29일에 제12호가 나와 관할지역인 중동선 일대는 물론 북간도에까지 배부되었다. 그러나 당시 동삼성(東三省)은 물론 중국 전 지역에 걸쳐 공산주의자에 대한 취췌(取締)가 삼엄한 시기라 1926년 4월에 김일성(金一星, 金奉煥), 강경애(姜敬愛) 등의 투고가 적색(赤色)의 경향을 띠었다고 하얼빈(哈爾濱) 주재 일본 영사관이 트집을 잡아 신민부의 선전부위원장인 허성묵과 이광진(李光鎭)이 체포됨으로써 활동이 중단되었다.

### 산업 활동
신민부의 활동 재원이 재북만동포들의 세금으로 이루어지는 만큼 산업 발전에 관심을 두고, 1925년 3월 10일 창립총회에서 토지의 매매와 조압(租押)은 기관의 지도 하에 할 것이며, 각 인은 노동역작(勞動力作)을 부지런히 할 것, 공농제를 실시하여 공동농지를 경영할 것, 식산조합을 둘 것, 부업을 장려할 것, 필요한 지방에 소비조합을 설치할 것 등 구체적인 방안을 제시하였다.
신민부는 실업부를 설치하고 위원장에 이일세를 임명하였다. 공판제(共販制)를 실시하여 중간상의 악덕 행위를 방지하고자 했다. 또한 1926년 11월 총회에서는 실업의 확장과 개선을 결의하여 11월 28일 북만지역 동빈현에서 손문(孫文)의 삼민주의(三民主義)를 모방, 민생회(民生會)를 조직하여 재북만동포의 생활개선을 추구하였다.

### 무력투쟁
- 군자금의 모집

무기의 구입, 독립군의 양성, 무장투쟁을 전개하기 위하여 군자금이 절대적으로 필요했다. 신민부는 군자금의 대부분을 신민부 관할구역에 거주하는 재북만동포의 의무금에 의존하였다. 창립총회에서 논은 소상 2원(元), 대상 3원, 밭은 소상 1원, 대상 2원 5각(角)씩, 상인들에게는 소유재산의 20분의 1을 징수하도록 하였고, 1925년 10월 총회에서 매호당 6원의 의무금을 징수할 것을 의결하였다.
당시 북만동포 대부분은 소작농으로서 경제사정이 좋지 못하였다. 북만청년총동맹 등 공산주의 단체의 조직적인 반대공작이 있었다. 1928년 11월 18일 빈주사건(賓洲事件)이 발생하였다. 빈주현은 신민부의 관할구역으로 오래 전부터 의무금을 내던 곳이었다. 그런데 북만지역의 재만농민동맹과 주중청년동맹(住中靑年同盟) 등이 빈주현의 주민들을 설득하여 신민부를 탈퇴하도록 하였다. 이에 신민부원 이백호(李白虎) 등이 이를 저지하기 위하여 권총을 발사해 사상자가 난 것이다. 이 사건으로 인하여 신민부는 결국 해체의 지경에 이르게 되었다.
신민부에서는 모연대(募捐隊)를 조직하여 신민부 관할이 아닌 여타 만주지역 및 국내를 대상으로 군자금을 마련하고자 하였다. 1926년 12월에 모연대장 황일초(黃一樵)가 대원 최보만(崔普萬), 채근우(蔡根宇), 이영조(李永祚) 및 박주찬(朴朱瓚) 등과 하얼빈에서 군자금을 모집하다가 체포되었다. 또한 훈춘(琿春)에서 군자금을 모집하던 신민부원은 일이 뜻대로 되지 않자 재만동포를 살해하기도 하였다. 1927년에 신민부의 조직이 군사체제로 강화된 뒤에 군정파의 지도자인 김좌진은 국내의 경상도 지역에까지 이병묵(李丙默), 신현규(申鉉圭), 손허(孫許), 손봉현(孫鳳鉉), 윤창선(尹昌善) 등을 파견하였다.
- 독립군의 양성

신민부는 항일무장투쟁을 위한 군간부를 양성하기 위하여 목릉현 소추풍에 성동사관학교(城東士官學校)를 설립하여 연 2기의 속성교육을 실시, 졸업생수가 500여 명에 달하였으며, 이들은 신민부 군대의 근간이 되었다.
신민부는 군구제(軍區制)를 실시하고자 하였다. 즉 관할구역 내의 만 17세 이상 만 40세 이하의 남자를 군적(軍籍)에 등재하여, 이를 바탕으로 대오(隊伍)를 편성하여 독립군을 양성하고자 한 것이다. 농한기에 훈련을 받고 유사시 정규군에 편입시키려 한 것이다. 이에 대해 하얼빈 주재 일본영사관이 중국 관청에 강력히 교섭하여 독립군을 축출하고, 경찰을 동원하는 등 방해가 심했다.
신민부는 애초 성동사관학교 출신과 대한독립군단, 대한독립군정서 및 민병(民兵) 출신들 가운데 일부를 흡수하여 약 530명 규모의 정규군을 구성하였다. 영안현의 산림에서 군사훈련을 하였는데, 그들의 무기, 의식주, 병사(兵舍) 등 부대 유지에 의무금과 모연금만으로는 재원이 부족해 군이 자급자족할 수 있는 방안을 마련하고자 둔전제를 실시하고자 하였다. 둔전제를 실시할 지역으로 처음에는 1920년에 서일(徐一), 김좌진 등이 대한독립군단을 결성하였던 밀산을 택해 1926년 5월 심판원장인 김돈과 그 비서 겸 수행원으로 이강훈(李康勳)을 파견하였다. 그러나 이 지역이 소련과의 접경 지역이라 공산주의사상에 무비판적으로 공명하는 경향이 짙었고, 이 지역의 일부 기독교 교역자들이 교인들만의 안일에 급급하여 독립운동을 배척하는 경향까지 보여 밀산에서 둔전제를 실시하고자 한 계획은 성과를 거두지 못했다.
두번째로 독립군 양성에 알맞는 산림지대인 안도현(安圖縣)을 둔전지로 결정하였다. 신민부는 1927년 5월 별동대장 서리인 임강 및 김학(金鶴), 장치락(張致洛), 최병선(崔秉先), 이강훈 등을 파견하였다. 그런데 농한기에 5,6명 혹은 10여 명씩 집단으로 마적행위를 자행하는 중국인 마적들의 습격이 우려되었다. 당시 별동대의 실력으로 이를 충분히 격퇴할 수 있었지만 안도현 동포들에게 미칠 후환을 고려하여 포기하고, 1928년 5월 별동대 전원은 중앙으로 귀환하였다. 이강훈만 대사하(大沙河, 일명 三人坊)의 신민학교(新民學校) 교원으로 잔류하였다.
- 무장투쟁

신민부 무장활동의 기본목표는 국내진입작전을 전개하여 일제로부터 국권을 회복하는 것이었다. 530여 명의 군인을 보유하자 1927년 8월 군사부위원장인 김좌진에 의해 국내진입을 수행하기 위한 예비공작이 추진되었다. 이중삼 등 특수공작대를 국내에 파견하여 함경도, 강원도, 경상도, 전라도 지역의 작전지도를 작성하고 일본 주재소의 위치 등을 파악하였다.
1925년 3월 김좌진은 강모(姜某) 등 신민부원에게 수십개의 폭탄과 권총을 제공하고 조선 총독 사이토 마코토(齋藤實)의 암살을 지령하였다. 또한 하얼빈의 일본 영사관이 신민부의 동정을 살피기 위해 해림 지역 조선인민회의 초대 회장으로 파견한 배두산(裵斗山)을 암살하였다.
군정파는 1928년 5월에 항일투쟁을 위해 중국 국민당(國民黨)과의 연합을 시도하였다. 바로 이때 김좌진이 부족한 무장과 소수의 병력으로 일본군 대부대를 전멸시킨 위인이라는 데 착안한 중국 국민당에서 신민부에 교섭을 시도해 왔다. 김좌진은 초청에 응하여 중국구국군(中國救國軍)의 제13군 총사령관인 양우일(揚宇一)과 협의하고 한중연합전선을 구축할 것을 약속하였다.

## 해체
군정파와 민정파의 대립과 내분으로, 군정파는 1928년 12월 해체되어 한족총연합회(韓族總聯合會)의 중심세력이 되었고, 민정파는 1929년 3월 해체되어 국민부(國民府)에 참여하게 되었다.

## 같이 보기
- 참의부(1924.6)
- 정의부(1924.11)
- (통합) 혁신의회(1928.12) → 한국독립당(1930.7), 한국독립군(1930.7)
- (통합) 국민부(1929.4), 조선혁명군(1929.5), 조선혁명당(1929.9)
- 군정부

## 참고자료
- 한민족독립운동사, '국사편찬위원회 한국사데이터베이스'